# Salonwald und Umgebung
Das Landschaftsschutzgebiet Salonwald und Umgebung ist ein mit Verordnung der Unteren Naturschutzbehörde beim Landratsamt Ludwigsburg vom 21. Februar 1985 ausgewiesenes Landschaftsschutzgebiet (LSG-Nummer 1.18.003). Der Wald liegt auf einer Anhöhe, die mit 327,8 m ü. NN die höchste Erhebung am Südrand des Ludwigsburger Stadtgebiets und dessen Umgebung darstellt. Der Name Salon stammt von Gebäuden die im 18. Jahrhundert auf dem gleichnamigen Areal errichtet wurden.

## Lage und Beschreibung
Der Salonwald ist Bestandteil der großräumigen Ludwigsburger Schlossgärten mit Nordgarten, Ostgarten, Südgarten, Bärenwiese, Königsallee, Grüne Bettlade. Das 18.4 Hektar große Gebiet liegt im Süden der Stadt Ludwigsburg und dient als Erholungsgebiet für die Stadtbevölkerung. Die ehemals baumlose Anhöhe gehört naturräumlich zum Neckarbecken und ist darin Teil des Langen Felds, einer fruchtbaren Lössebene. Bereits durch Herzog Eberhard Ludwig wurde das Gebiet zur Erholung der Ludwigsburger aufgeforstet. Laut Schutzgebietssteckbrief handelt es sich bei dem Waldgebiet heute um eine vielgestaltige Kulturlandschaft als Lebensraum der heimischen Pflanzen- und Tierwelt.
Aufgrund der Höhenlage befindet sich im Süden an das Schutzgebiet angrenzend ein zwischen 1969 und 1972 erbauter Wasserturm.

## Schutzzweck
Wesentlicher Schutzzweck ist gemäß Schutzgebietsverordnung die Erhaltung und Sicherung des artenreichen Laubmischwaldes in seiner Funktion für den Naturhaushalt, zur Belebung, Gliederung und Pflege des Orts- und Landschaftsbildes, als Lebensraum der heimischen Tier- und Pflanzenwelt und als städtischer Naherholungsraum. Der Wald soll vor weiteren störenden und beeinträchtigenden Veränderungen bewahrt werden.